# Mindscape
Mindscape var en svensk popgrupp som fick skivkontrakt på EMI och gav ut EP:n "Bring you down" 1992. Den har sång av Sofia Berg-Böhm och övriga bandet bestod av Johan Hübner på gitarr, Marc Folkesson på gitarr, Jonas Edblom på bas och Ville Gustafsson på syntar och maskiner. Bandet bildades 1991 och splittrades 1993. Bandet bildades ur gothbandet Flowers in Mist där Johan Hübner, Marc Folkesson och Jonas Edblom spelade, och Ville Gustafsson producerade. Bandet kom från Lidingö utanför Stockholm.
Under våren 1992 spelade Mindscape in en demo i Larry Mountain Studios på Lidingö. Bandet fick kontakt med Ola Håkansson på Stockholm Records och erbjöds att medverka med en låt på en EP som skulle innehålla tre andra band. Bandet var inte så nöjda med det förslaget, utan hörde av sig till andra skivbolag. Magnus Nygren på EMI nappade och skrev ett kontrakt på en EP. Han sammanförde Mindscape med producenten Carl-Mikael Herlöfsson på BomKrash Productions samt designern Lars Sundh på Dynamo. Under sommaren 1992 spelades EP:n in i B3B Studios på Bastugatan. I samma veva hörde Hultsfredsfestivalen av sig och bokade bandet till Hultsfred 1992 som skulle hållas i augusti. Efter Hultsfredsfestivalen spelade bandet tillsammans med Popsicle och This Perfect Day på en scen på Sergels Torg under Vattenfestivalen, och idén om en gemensam turné tog form under det gemensamma namnet Giro di Trimotore. Inför Giro di Trimotore släppte banden en flexi som distribuerades med tidningen Sound Affects. Mindscape deltog med en cover på Sympathy for the Devil inspelad och producerad av bandet själva i EMI Publishing:s studio i Solna.
Under hösten 1992 spelade Mindscape intensivt i Stockholm och i Stockholms närområde. Giro di Trimotore genomfördes under oktober-november 1992, och innefattade spelningar i Sundsvall, Umeå, Uppsala, Stockholm, Göteborg, Växjö och Lund samt några fler ställen. Mindscape medverkade också i P3 Live tillsammans med Atomic Swing inspelad på Tre Backar.
Under vintern spelade bandet in en ny singel i EMI-studion i Skärmarbrink med arbetsnamnet "I don't know". Denna kom aldrig att släppas eftersom skivbolaget inte ansåg att den höll måttet för listplacering och relationen med EMI blev därmed allt sämre. Bandets sista spelning i originalsättningen skedde den 30 april 1993 på Melody under en stödgala för skivbutiken Pet Sounds. Edblom, Folkesson och Hübner fortsatte under en tid tillsammans med ett par nya medlemmar, men avslutade projektet slutligen under hösten 1993.